# Jeff Tremaine
Jeffrey James «Jeff» Tremaine (Rockville, Maryland; 4 de septiembre de 1966) es un director y productor de cine y televisión estadounidense. Junto a Johnny Knoxville y Spike Jonze uno de los creadores de la serie de MTV Jackass. Fue el director de Jackass: The Movie, Jackass Number Two, Jackass 3D y la serie derivada de Jackass Wildboyz. Tremaine es actualmente el director de la revista Big Brother y el director artístico de la revista de BMX "GO". Fue además el productor ejecutivo en el reality de MTV Rob and Big y ahora ejerce el mismo rol en Rob Dyrdek's Fantasy Factory y Nitro Circus. También dirigió Jackass Presents: Bad Grandpa junto a Johnny Knoxville, estrenada el 25 de octubre de 2013.

## Juventud
Tremaine se graduó en el instituto Walt Whitman en Bethesda, Maryland, en 1987. Acudió a la Universidad de Washington en San Luis, Misuri, graduándose en 1989 en Bellas Artes. Durante su estancia en la universidad fue miembro de la fraternidad Sigma Nu.
En 1989, lideró la banda Milk, la que estuvo muy poco tiempo en activo, junto con Lewman (guitarra), Jenkins (bajo) y el biker profesional R.L. Osborn (batería). Milk alcanzó el estatus de banda internacional, calando sobre todo en skaters, cuando “The Knife Song” fue utilizada en la parte de Jason Lee en un video de Blind. La canción aparece en Jackass: la película durante el sketch protagonizado por Johnny Knoxville Rent-a-Car Crash Derby.
Tremaine tiene un hermano, David, director de la secundaria Hayfield en Alexandria, Virginia.

## Carrera
Mediante su formación en diseño gráfico, Tremaine consiguió un trabajo como director artístico en la revista Big Brother en 1992. Durante este periodo, Tremaine entró en contacto con varias personalidades del skate mundial, entre ellos Dave Carnie, Chris Pontius y Steve-O (estos dos últimos serían posteriormente parte de Jackass y protagonistas de Wildboyz). Tremaine también trabajó en Big Brother con algunos de los que formarían el equipo de producción de Jackass y Wildboyz, como Dimitry Elyashkevich y Rick Kosick. Con la colaboración de Dave Carnie y Knoxville y material de Bam Margera, estos crearon una serie de televisión basada en los videos de Johnny Knoxville. El amigo de Tremaine y también director de películas y videos musicales Spike Jonze subió el episodio piloto a varias páginas de Internet. Tras varias pujas protagonizadas por Comedy Central y MTV, esta última compró Jackass con Jeff Tremaine como director.
Cuando la serie se dejó de emitir y la película Jackass, producida por Paramount Pictures, fue un éxito, Tremaine se embarcó en un nuevo proyecto junto con Dimitry Eliashkevich y Rick Kosick; tomando a Chris Pontius y Steve-O como protagonistas formaron la serie Wildboyz. 
En 2006 Tremaine volvió a unir a los nueve Jackass originales y estrenaron Jackass dos: todavía más. A esto le siguió Jackass 2.5, donde se incluían partes omitidas en la película. En 2010 se volvieron a unir para grabar Jackass 3D, con su posterior Jackass 3.5. Tremaine trabajó luego actualmente con los Dudesons, decritos como los "Jackass finlandeses", quienes se mudaron a Estados Unidos para grabar la serie de MTV Dudesons en América.
En marzo de 2019 estrenó en Netflix la película The Dirt, una cinta biográfica sobre la banda de heavy metal Mötley Crüe. 

## Filmografía

### Televisión
- Jackass (MTV, 2000–2002)
- Jackassworld.com: 24 Hour Takeover (especial de MTV, 2008)
- Nitro Circus (MTV, 2007–2009)
- Wildboyz (MTV, 2003–2006)
- Steve-O: Demise and Rise (especial de MTV, 2009)
- Rob Dyrdek's Fantasy Factory
- 24 Hours with... (ITV, 2006)
- The Dudesons in America (MTV, 2010) (coproductor ejecutivo)
- ESPN's "30 for 30" The Birth of Big Air (2010) (Director)
- Ridiculousness (MTV, 2012)
- Ridículos (Chile) (Canal 13, 2015)

### Cine
- Jackass: The Movie (2002)
- Jackass Number Two (2006)
- Jackass 2.5 (2007)
- Jackass 3D (2010)
- Jackass 3.5 (2011)
- Nitro Circus 3D (2011)
- Jackass Presents: Bad Grandpa (2014)
- The Dirt (2019)
- Jackass Forever (2022)
- Jackass 4.5 (2022)